# GFLI Atlantic Cup 2017
Navigation
GFLI 2016 GFLI 2018
Le GFLI Atlantic Cup 2017 est une compétition sportive européenne de football américain organisée par la GFL International, organisation regroupant des équipes de clubs.
Il s'agit de la 3e édition de la GFL International Atlantic Cup remplaçant la défunte EFAF Atlantic Cup.
Ce sont les irlandais des Rebels de Dublin qui remportent le tournoi qui se déroule à Dublin en Irlande le 25 septembre 2017.
À la suite de la grève des pilotes chez Ryanair, l'équipe française des Diables rouges de Villepinte n'a pu se déplacer à Dublin.
La compétition est donc réduite à un seul match.

## Équipes participantes
| Club                                | Ville      | Résultat en 2016                            |
| ----------------------------------- | ---------- | ------------------------------------------- |
| Irlande Rebels de Dublin            | Dublin     | Champion d'Irlande                          |
| Roumanie Bucharest Rebels           | Bucarest   | Champion de Roumanie                        |
| France Diables rouges de Villepinte | Villepinte | Champion de la troisième division française |

## Tableau de la compétition
| Date, lieu                | Vainqueur     | Score   | Perdant          |
| ------------------------- | ------------- | ------- | ---------------- |
| 25 novembre 2017 à Dublin | Dublin Rebels | 42 - 14 | Bucharest Rebels |